# Пархоменко, Николай Кириллович
Николай Кириллович Пархоменко (23 декабря 1919, Новомышастовская, Кубанская область — 13 февраля 1997, Гулькевичи, Краснодарский край) — командир орудия батареи 124-го гвардейского артиллерийского полка (52-я гвардейская ордена Ленина стрелковая дивизия, 6-я гвардейская армия, Воронежский фронт), гвардии младший сержант. Герой Советского Союза (1943).

## Биография
Родился 23 декабря 1919 года в станице Новомышастовская Таманского отдела Кубанской области (ныне — Красноармейского района Краснодарского края). Отец Пархоменко, потомок малороссийских казаков-переселенцев из Малороссии, — Кирилл Евсеевич, проходил службу в Собственном Его Императорского Величества конвое (СЕИВК) в звании урядника. Сын Николай вырос, окончил 7 классов. До призыва жил с семьей своего родного брата Григория по улице Советской в станице Новомышастовской. Работал в совхозе.
В январе 1940 года призван в Красную Армию. Служил в артиллерийских частях.
С 22 июня 1941 года в действующей армии на фронтах Великой Отечественной войны. Воевал на Юго-Западном, Воронежском, Сталинградском, Донском, 2-м Прибалтийском, 3-м Прибалтийском, 1-м Белорусском фронтах. Участник оборонительных сражений на Украине 1941 года, Воронежско-Ворошиловградской оборонительной операции, Сталинградской битвы.
За образцовое выполнение боевых заданий командования и проявленные при этом отвагу и геройство указом Президиума Верховного Совета СССР от 21 сентября 1943 года гвардии младшему сержанту Пархоменко Николаю Кирилловичу присвоено звание Героя Советского Союза с вручением ордена Ленина и медали «Золотая Звезда».
Участвовал в Ленинградско-Новгородской, Псковско-Островской, Рижской, Висло-Одерской, Восточно-Померанской и Берлинской операциях.
В 1946 году капитан Н. К. Пархоменко уволен в запас. Жил в городе Гулькевичи Краснодарского края. Скончался 13 февраля 1997 года.